# Zhou-dynastie
De Zhou-dynastie (eind 10e eeuw voor Christus - 256 voor Christus), oude spelwijze Tsjow-dynastie, volgde de Shang-dynastie op en ging vooraf aan de Qin-dynastie in China. De Zhou-dynastie hield langer stand dan welke andere dynastie in de geschiedenis van China ook.

## Inrichting
In de Chinese historische traditie wettigden de heersers van Zhou hun leiderschap door het Hemels Mandaat aan te halen, het begrip dat de heerser (de "Zoon des Hemels") over goddelijk recht beschikte en dat zijn onttroning zou bewijzen dat hij het mandaat had verloren. Het Mandaat van de Hemel vestigde de veronderstelde goddelijke voorvader van Zhou, Tian-Huang-Shangdi, boven de goddelijke voorvader van de Shang-dynastie, Shangdi. De doctrine verklaarde en rechtvaardigde de nalating van Xia en Shang, terwijl zij tezelfdertijd de legitimiteit van huidige en toekomstige heersers steunde. De Zhou-dynastie werd opgericht door de familie Ji en had haar hoofdstad in Hao (dicht bij de huidige stad Xi'an). De vroege Zhou-dynastie deelde de taal en de cultuur van Shang (Yin), maar breidde zich tegelijkertijd uit door verovering en kolonisatie.
In de westelijke historiografie wordt de Zhou-dynastie vaak bestempeld als feodaal, omdat de vroege gedecentraliseerde controle van Zhou vergelijkingen met de middeleeuwse regering in Europa oproept. In de Chinese marxistische historiografie wordt de Zhou-dynastie aangemerkt als het begin van de feodale fase van de Chinese geschiedenis.

## Korte geschiedenis
In 770 v.Chr. werd de hoofdstad verwoest door barbaren uit het westen. De Zhou-koning Ping verplaatste de hoofdstad oostwaarts naar Luoyi (het huidige Luoyang) in veiliger gebied. In de historiografie wordt dit het einde van de Westelijke Zhou-dynastie en het begin van de Oostelijke Zhou-dynastie genoemd. Kort daarna in 722 v.Chr. volgde het begin van de Periode van Lente en Herfst. In deze periode kwam duidelijk naar voren dat de koninklijke familie voortaan geen macht meer had, want de leenmannen gingen hun eigen gang. De leenmannen werden krijgsheren en voerden onderling vaak oorlog en stichtten hun eigen staatjes.
In 403 v.Chr. valt de sterke staat Jin uiteen in drie staten. Dit wordt gezien als het begin van de Periode van de Strijdende Staten.
Rond 318 v.Chr. ontstond het rijk van het Xiong Nu-volk. Zij vielen China vaak lastig door de Zijderoute te blokkeren.
In de 4e en 3e eeuw kwam de staat Qin op, die de ene na de andere staat onderwierp. Het gebied van Zhou (het 'Koninklijk Gebied') was niet heilig; in 256 v.Chr. nam Qin de regio in, waarmee de Zhou-dynastie officieel eindigde. In feite waren de Zhou-koningen al lang niet meer belangrijk.

## Ontstaan Chinese schrift
Tijdens de Zhou-periode ontstaat als vorm van het Chinese traditionele karakterschrift het zegelschrift. Uitingen hiervan worden teruggevonden op bronzen schalen en vaatwerk.